# Victor Bivol
 Victor Bivol  (n. 15 iulie 1977, Costești, raionul Ialoveni, Republica Moldova) este un fost judocan moldovean.
El a terminat pe locul cinci la categoria ușoară (73 kg; U73) la Jocurile Olimpice de vară din 2004, după ce a pierdut meciul pentru medalia de bronz cu Leandro Guilheiro din Brazilia.